# Maniconeura stubbeorum
Maniconeura stubbeorum är en nattsländeart som beskrevs av Wolfram Mey 1980. Maniconeura stubbeorum ingår i släktet Maniconeura och familjen kantrörsnattsländor. Inga underarter finns listade i Catalogue of Life.